# Kennedi Clements
Kennedi Clements (White Rock, Columbia Británica; 21 de enero de 2007) es una ex actriz infantil y bailarina canadiense.

## Primeros años
Kennedi es la mayor de tres hermanos. Vive en Chilliwack y se desempeñó como bailarina en Street Kings Academy of Dance (SK) y Project Dance Chilliwack (PDC). En el otoño de 2023, se unió a Studio North como miembro de Youngside y Apex.

## Vida personal
Kennedi es la hermana mayor de Tatum y su hermano Lochlan.

## Filmografía
Película
| Año  | Película                  | Personaje         | Notas            |
| ---- | ------------------------- | ----------------- | ---------------- |
| 2013 | Vuelve a casa por Navidad | Samantha          | directo al video |
| 2013 | Quien                     | hermana de Peter  | sin crédito      |
| 2014 | Anita no pierde el tren   | Noel Philips      | Directo a video  |
| 2015 | Poltergeist               | Madison Bowen     |                  |
| 2019 | La vivienda de Giltrude   | La joven Giltrude | Corto            |

Televisión
| Año  | Título                                  | Personaje          | Nota                              |
| ---- | --------------------------------------- | ------------------ | --------------------------------- |
| 2010 | Acción de gracias en familias           | Amy                | Película de televisión            |
| 2011 | V                                       | Jennifer Hartswell | Episodio: Inquieta yace la cabeza |
| 2012 | ¡Es Navidad, Carol!                     | Emma               | Película de televisión            |
| 2013 | Giro de fe                              | Sara Fisher        | Película de televisión            |
| 2013 | Motivo                                  | Niña Pequeña       | Episodio: Pushover                |
| 2013 | Víspera de la destrucción               | Lena               | 2 Episodios                       |
| 2013 | Pícaro                                  | Rubí               | 4 Episodios                       |
| 2015 | Pinos rebeldes                          | Jenny              | Episodio: Opciones                |
| 2016 | Segunda oportunidad                     | Lisa               | Episodio: Una mueca más           |
| 2019 | Mundo de la danza (serie de televisión) | Bailarín           | Episodio: Los Clasificatorios 1   |
| 2019 | Academia de cachorros                   | Jen                | 7 episodios                       |
| 2020 | Un millón de pequeñas cosas             | Bailarín           | Episodio: El beso                 |